# Hanseniella lucifuga
Hanseniella lucifuga är en mångfotingart som beskrevs av Ulf Scheller 1961. Hanseniella lucifuga ingår i släktet syddvärgfotingar, och familjen snabbdvärgfotingar. Inga underarter finns listade i Catalogue of Life.